# Калгари Флэймз
«Ка́лгари Флэймз» (англ. Calgary Flames) — профессиональный хоккейный клуб, выступающий в Национальной хоккейной лиге. Клуб базируется в городе Калгари, провинция Альберта, Канада.

## История

### «Атланта Флэймз»
«Атланта Флэймз» начала играть в НХЛ в сезоне-1972/73, и так совпало, что в том же году начала своё существование Всемирная хоккейная ассоциация (ВХА). Многие игроки, привлечённые лучшими заработками, начали покидать НХЛ. В первую очередь пострадали новички лиги — «Атланта Флэймз». За 8 лет пребывания в штате Джорджия финансовое состояние команды так и не стало стабильным. Тем не менее, команда всего дважды за это время пропустила плей-офф, в свой первый и третий сезоны, но никогда не смогла одержать ни одной победы в сериях на Кубок Стэнли.

### «Калгари Флэймз»
Перед сезоном 1980/81, после долгого процесса купли-продажи, команда перебралась в Канаду, в Калгари. Официально НХЛ пришла в Калгари 9 октября 1980 года. В тот день «Калгари Флэймз» сыграли вничью с «Квебек Нордикс» — 5:5. Свой первый сезон в Калгари команда закончила с результатом +39=14-27, заняв 7-е место в лиге. В первых раундах плей-офф «Флэймз» переиграли «Чикаго» и «Филадельфию» и лишь в полуфинале уступили «Миннесоте». Будущее рисовалось в радужных тонах — лидер команды, швед Кент Нильссон, набрал 131 очко в том сезоне, и ему не хватило всего одной шайбы до 50 голов.
Следующий чемпионат оказался не столь удачным, но команда снова пробилась в плей-офф, выбыв в полуфинале дивизиона. Тот год запомнился болельщикам клуба появлением в составе «Флэймз» Ленни Макдональда (после обмена с «Колорадо Рокиз»), установившего рекорд команды в сезоне 1982/83, когда он забросил 66 шайб в регулярном чемпионате.
В первой половине 1980-х годов руководство команды, решило не торопить события и начать строить команду-победительницу. В течение нескольких лет в клуб пришли бывшие студенты — Джоэль Отто, Эл Макиннис, вратарь Майк Вернон. «Флэймз» в то время постоянно играли в плей-офф, но чаще всего становились жертвами звёздного состава «Эдмонтон Ойлерз».
В 1986 году к составу добавились Джо Маллен и Гэри Сутер — «Эдмонтон» был повержен, и «Калгари» добрался до финала Кубка Стэнли, где проиграл «Монреаль Канадиенс».
С 1986 по 1991 год «Флэймз» держались в числе лучших команд НХЛ, дважды выиграв регулярный чемпионат. В 1987 году на пост старшего тренера пришёл Терри Крисп, а в сезоне 1988/89, в результате обмена с «Сент-Луисом», в команде появился Дуг Гилмор. Имея теперь в составе несколько «звёзд» — Гилмора, Маллена, Лооба, Нуиндайка, Сутера, Макинниса, Вернона и новичка Тео Флёри, «Флэймз» сумели завоевать Кубок Стэнли в 1989 году, победив в финале в шести матчах всё тех же «Монреаль Канадиенс».
В следующих двух сезонах «Калгари» набирал соответственно 99 и 100 очков в регулярных чемпионатах, но проигрывал в первом раунде плей-офф.
Сезон 1990/91 стал последним для генерального менеджера команды Клиффа Флетчера, проведшего на своём посту 19 лет, и которому принадлежит большая заслуга в подписании контракта с первым советским хоккеистом Сергеем Пряхиным. В сезоне 1989/90 в команду пришёл знаменитый советский нападающий Сергей Макаров. Возрастной советский хоккеист в том году был признан лучшим новичком НХЛ, после чего НХЛ ввела ограничения по возрасту для лауреатов этой награды.
В сезоне 1991/92 «Флэймз» не добрали 26 очков в регулярном чемпионате по сравнению с прошлым сезоном, и впервые за время пребывания в Калгари не попали в плей-офф. После этого провала на пост старшего тренера пришёл Дэйв Кинг, и клуб в последующие три года неизменно оказывался в десятке лучших команд лиги, но выступления «Флэймз» в плей-офф раз за разом приносили огорчения поклонникам команды.
Во второй половине 1990-х из-за финансовых проблем «Флэймз» начали расставаться со своими звёздами. Майк Вернон был обменян в «Детройт», Эл Макиннис — в «Сент-Луис», Гэри Робертс — в «Каролину», Джо Нуиндайк — в «Даллас», Гэри Сутер — в «Чикаго». Начиная с сезона 1996/97 «Флэймз» окончательно скатились в стан аутсайдеров лиги и с тех пор ни разу не попадали в плей-офф до начала XXI века.
В сезоне 1998/99 финансовые проблемы продолжали расти, и «Флэймз» были вынуждены были обменять в «Колорадо» Тео Флёри.
В начале 2000-х годов в составе «Флэймз» появился Джером Игинла, но команда по-прежнему оставалась за чертой участников розыгрыша Кубка Стэнли.
В 2003 году надежды болельщиков «Калгари» стали связываться с именем Дэррила Саттера, который стал старшим тренером клуба, а затем получил и пост генерального менеджера команды.
В результате сделки с «Сан-Хосе Шаркс» осенью 2003 года «Флэймз» приобрели финского голкипера Миикку Кипрусоффа, благодаря которому команда не только вышла в плей-офф и выиграла свою первую серию с 1989 года, но и дошла до финала Кубка Стэнли 2004 года, выбив из борьбы три команды — чемпионов дивизионов, каждая из которых набрала в регулярном чемпионате более 100 очков. Ведя в решающей серии против «Тампы-Бэй» 3:2 после пяти матчей, «Флэймз» упустили возможность вернуть трофей в Калгари, уступив в шестой игре на своем льду во втором овертайме 2:3, а затем и в седьмом поединке — 1:2.

## Эмблема
Буква «С» — это Калгари (англ. Calgary). До 1980 года команда выступала в Атланте и называлась «Флэймз» — в честь огромного пожара 1864 года, который практически дотла уничтожил Атланту, один из крупнейших городов США, и фактически положил конец Гражданской войне между Севером и Югом. Потом команда переехала в Калгари, но после голосования болельщиков было решено оставить прежнее название и символику.[уточнить] На альтернативной эмблеме изображен огнедышащий конь – Калгари расположен в прериях и считается столицей канадских ковбоев.

## Статистика
| Сезон   | Конференция | Дивизион      | Регулярный чемпионат | Регулярный чемпионат | Регулярный чемпионат | Регулярный чемпионат | Регулярный чемпионат | Регулярный чемпионат | Регулярный чемпионат | Регулярный чемпионат | Плей-офф       | Плей-офф       | Плей-офф       | Плей-офф       | Плей-офф       | Плей-офф                                                                                             |
| Сезон   | Конференция | Дивизион      | Место                | И                    | В                    | П                    | ПО                   | Очки                 | ШЗ                   | ШП                   | И              | В              | П              | ШЗ             | ШП             | Результат                                                                                            |
| ------- | ----------- | ------------- | -------------------- | -------------------- | -------------------- | -------------------- | -------------------- | -------------------- | -------------------- | -------------------- | -------------- | -------------- | -------------- | -------------- | -------------- | --- |
| 2018–19 | Западная    | Тихоокеанский | 1                    | 82                   | 50                   | 25                   | 7                    | 107                  | 289                  | 227                  | 5              | 1              | 4              | 11             | 17             | Поражение в первом раунде, 1–4 (Колорадо Эвеланш)                                                    |
| 2019–20 | Западная    | Тихоокеанский | 4                    | 70                   | 36                   | 27                   | 7                    | 79                   | 210                  | 215                  | 10             | 5              | 5              | 31             | 27             | Победа в квалификационном раунде, 3–1 (Виннипег Джетс) Поражение в первом раунде, 2–4 (Даллас Старз) |
| 2020–21 | —           | Северный      | 5                    | 56                   | 26                   | 27                   | 3                    | 55                   | 156                  | 161                  | Не участвовали | Не участвовали | Не участвовали | Не участвовали | Не участвовали | Не участвовали                                                                                       |
| 2021–22 | Западная    | Тихоокеанский | 1                    | 82                   | 50                   | 21                   | 11                   | 111                  | 293                  | 208                  | 12             | 5              | 7              | 35             | 39             | Победа в первом раунде, 4–3 (Даллас Старз) Поражение во втором раунде, 1–4 (Эдмонтон Ойлерз)         |
| 2022–23 | Западная    | Тихоокеанский | 5                    | 82                   | 38                   | 27                   | 17                   | 93                   | 260                  | 252                  | Не участвовали | Не участвовали | Не участвовали | Не участвовали | Не участвовали | Не участвовали                                                                                       |
| 2023–24 | Западная    | Тихоокеанский | 5                    | 82                   | 38                   | 39                   | 5                    | 81                   | 253                  | 271                  | Не участвовали | Не участвовали | Не участвовали | Не участвовали | Не участвовали | Не участвовали                                                                                       |
| 2024–25 | Западная    | Тихоокеанский | 4                    | 82                   | 41                   | 27                   | 14                   | 96                   | 225                  | 238                  | Не участвовали | Не участвовали | Не участвовали | Не участвовали | Не участвовали | Не участвовали                                                                                       |

## Команда

### Текущий состав
| №                         | Игрок                | Страна                    | Хват    | Дата рождения              | Рост (см) | Вес (кг) | Средняя зарплата ($) | Контракт до |
| Вратари                   | Вратари              | Вратари                   | Вратари | Вратари                    | Вратари   | Вратари  | Вратари              | Вратари     |
| ------------------------- | -------------------- | ------------------------- | ------- | -------------------------- | --------- | -------- | -------------------- | ----------- |
| 1                         | Девин Кули           | Соединённые Штаты Америки | Левый   | 25 мая 1997 (28 лет)       | 195       | 88       | 775,000              | 2025/26     |
| 32                        | Дастин Вольф         | Соединённые Штаты Америки | Левый   | 16 апреля 2001 (24 года)   | 183       | 73       | 850,000              | 2025/26     |
| 50                        | Иван Просветов       | Россия                    | Левый   | 5 марта 1999 (26 лет)      | 196       | 92       | 950,000              | 2025/26     |
| Защитники                 |                      |                           |         |                            |           |          |                      |             |
| 4                         | Расмус Андерссон — А | Швеция                    | Правый  | 27 октября 1996 (28 лет)   | 185       | 97       | 4,550,000            | 2025/26     |
| 7                         | Кевин Баль           | Канада                    | Левый   | 27 июня 2000 (25 лет)      | 198       | 98       | 5,350,000            | 2030/31     |
| 8                         | Тайсон Бэрри         | Канада                    | Правый  | 26 июля 1991 (34 года)     | 177       | 79       | 1,250,000            | 2024/25     |
| 24                        | Джейк Бин            | Канада                    | Левый   | 9 июля 1998 (27 лет)       | 185       | 85       | 1,750,000            | 2025/26     |
| 26                        | Джарред Тинорди      | Соединённые Штаты Америки | Левый   | 20 февраля 1992 (33 года)  | 198       | 103      | 800,000              | 2024/25     |
| 37                        | Ян Кузнецов          | Россия                    | Левый   | 21 марта 2002 (23 года)    | 193       | 97       | 812,500              | 2026/27     |
| 44                        | Джоэл Хэнли          | Канада                    | Левый   | 8 июня 1991 (34 года)      | 180       | 86       | 1,750,000            | 2026/27     |
| 48                        | Хантер Бржустевиц    | Соединённые Штаты Америки | Правый  | 29 ноября 2004 (20 лет)    | 183       | 86       | 950,000              | 2026/27     |
| 52                        | Маккензи Уигер — А   | Канада                    | Правый  | 2 января 1994 (31 год)     | 183       | 96       | 6,250,000            | 2030/31     |
| 62                        | Даниил Мироманов     | Россия                    | Правый  | 11 июля 1997 (28 лет)      | 193       | 90       | 1,250,000            | 2025/26     |
| 89                        | Зейн Парех           | Канада                    | Правый  | 23 августа 1999 (25 лет)   | 183       | 84       | 975,000              | 2026/27     |
| 94                        | Брэйден Пачал        | Канада                    | Правый  | 23 августа 1999 (25 лет)   | 193       | 91       | 1,187,500            | 2026/27     |
| 98                        | Илья Соловьёв        | Беларусь                  | Левый   | 20 июля 2000 (25 лет)      | 183       | 77       | 775,000              | 2025/26     |
| Левые крайние нападающие  |                      |                           |         |                            |           |          |                      |             |
| 10                        | Джонатан Юбердо — А  | Канада                    | Левый   | 4 июня 1993 (32 года)      | 185       | 85       | 10,500,000           | 2030/31     |
| 15                        | Драйден Хант         | Канада                    | Левый   | 24 ноября 1995 (29 лет)    | 182       | 89       | 825,000              | 2026/27     |
| 29                        | Самуэль Гонзек       | Словакия                  | Левый   | 12 ноября 2004 (20 лет)    | 193       | 84       | 918,333              | 2026/27     |
| 36                        | Айдар Суниев         | Россия                    | Левый   | 16 ноября 2004 (20 лет)    | 188       | 90       | 923,333              | 2026/27     |
| 70                        | Райан Ломберг        | Канада                    | Левый   | 9 декабря 1994 (30 лет)    | 175       | 89       | 2,000,000            | 2025/26     |
| 86                        | Джоэл Фараби         | Соединённые Штаты Америки | Левый   | 25 февраля 2000 (25 лет)   | 183       | 74       | 5,000,000            | 2027/28     |
| Центрфорварды             |                      |                           |         |                            |           |          |                      |             |
| 6                         | Рори Керинс          | Канада                    | Левый   | 23 апреля 2002 (23 года)   | 178       | 79       | 775,000              | 2025/26     |
| 11                        | Микаэль Баклунд — К  | Швеция                    | Левый   | 17 марта 1989 (36 лет)     | 184       | 90       | 4,500,000            | 2025/26     |
| 16                        | Морган Фрост         | Канада                    | Левый   | 14 мая 1999 (26 лет)       | 180       | 77       | 4,375,000            | 2026/27     |
| 17                        | Егор Шарангович      | Беларусь                  | Левый   | 6 июня 1998 (27 лет)       | 187       | 92       | 5,750,000            | 2029/30     |
| 20                        | Блейк Коулман — А    | Соединённые Штаты Америки | Левый   | 28 ноября 1991 (33 года)   | 180       | 91       | 4,900,000            | 2026/27     |
| 21                        | Кевин Руни           | Соединённые Штаты Америки | Левый   | 21 мая 1993 (32 года)      | 188       | 86       | 1,300,000            | 2024/25     |
| 45                        | Сэм Мортон           | Соединённые Штаты Америки | Левый   | 28 июля 1999 (26 лет)      | 183       | 86       | 870,000              | 2024/25     |
| 47                        | Коннор Зари          | Канада                    | Левый   | 25 сентября 2001 (23 года) | 183       | 80       | 863,333              | 2024/25     |
| 58                        | Джастин Киркленд     | Канада                    | Левый   | 2 августа 1996 (28 лет)    | 190       | 83       | 900,000              | 2025/26     |
| 61                        | Кларк Бишоп          | Канада                    | Левый   | 29 марта 1996 (29 лет)     | 183       | 88       | 775,000              | 2025/26     |
| 76                        | Мартин Поспишил      | Словакия                  | Левый   | 19 ноября 1999 (25 лет)    | 188       | 82       | 2,500,000            | 2028/29     |
| 91                        | Назем Кадри          | Канада                    | Левый   | 6 октября 1990 (34 года)   | 183       | 86       | 7,000,000            | 2028/29     |
| Правые крайние нападающие |                      |                           |         |                            |           |          |                      |             |
| 27                        | Мэтт Коронато        | Соединённые Штаты Америки | Правый  | 14 ноября 2002 (22 года)   | 178       | 83       | 6,500,000            | 2031/32     |
| 43                        | Адам Клапка          | Чехия                     | Правый  | 14 сентября 2000 (24 года) | 203       | 107      | 1,250,000            | 2026/27     |

### Штаб
| Должность               | Имя               | Страна                    | Дата рождения             | В должности |
| ----------------------- | ----------------- | ------------------------- | ------------------------- | ----------- |
| Генеральный менеджер    | Крэйг Конрой      | Соединённые Штаты Америки | 4 сентября 1971 (53 года) | с 2023 года |
| Главный тренер          | Райан Хаска       | Канада                    | 2 июля 1975 (50 лет)      | с 2023 года |
| Ассистент тренера       | Брэд Ларсен       | Канада                    | 28 июня 1977 (48 лет)     | с 2024 года |
| Ассистент тренера       | Трент Калл        | Канада                    | 27 сентября 1973 (51 год) | с 2024 года |
| Ассистент тренера       | Кейл Маклин       | Канада                    | 30 сентября 1976 (48 лет) | с 2021 года |
| Старший тренер вратарей | Джордан Сигалет   | Канада                    | 19 февраля 1981 (44 года) | с 2014 года |
| Тренер вратарей         | Джейсон Лабарбера | Канада                    | 18 января 1980 (45 лет)   | с 2020 года |

### Неиспользуемые номера
- 9 — Лэнни Макдональд, крайний нападающий (1981—1989).
- 12 — Джером Игинла, крайний нападающий (1996—2013). Выведен из обращения 2 марта 2019 года[1].
- 30 — Майк Вернон, вратарь (1982—1994, 2000—2002). Выведен из обращения 6 февраля 2007 года.
- 34 — Миикка Кипрусофф, вратарь (2003—2013). Выведен из обращения 2 марта 2024 года.

## Индивидуальные рекорды
- Наибольшее количество очков за сезон — Кент Нильссон — 131 (49+82 в 1980-81)
- Наибольшее количество заброшенных шайб за сезон — Лэнни Макдональд — 66 (1982-83)
- Наибольшее количество результативных передач за сезон — Кент Нильссон — 82 (1980-81)
- Наибольшее количество штрафных минут за сезон — Тим Хантер — 375 (1988-89)
- Наибольшее количество очков набранных защитником за один сезон — Эл Макиннис — 103 (28+75 в 1990-91)
- Наибольшее количество «сухих» игр — Миикка Кипрусофф — 10 (2005-06)